# Anton Hoch (Manager)

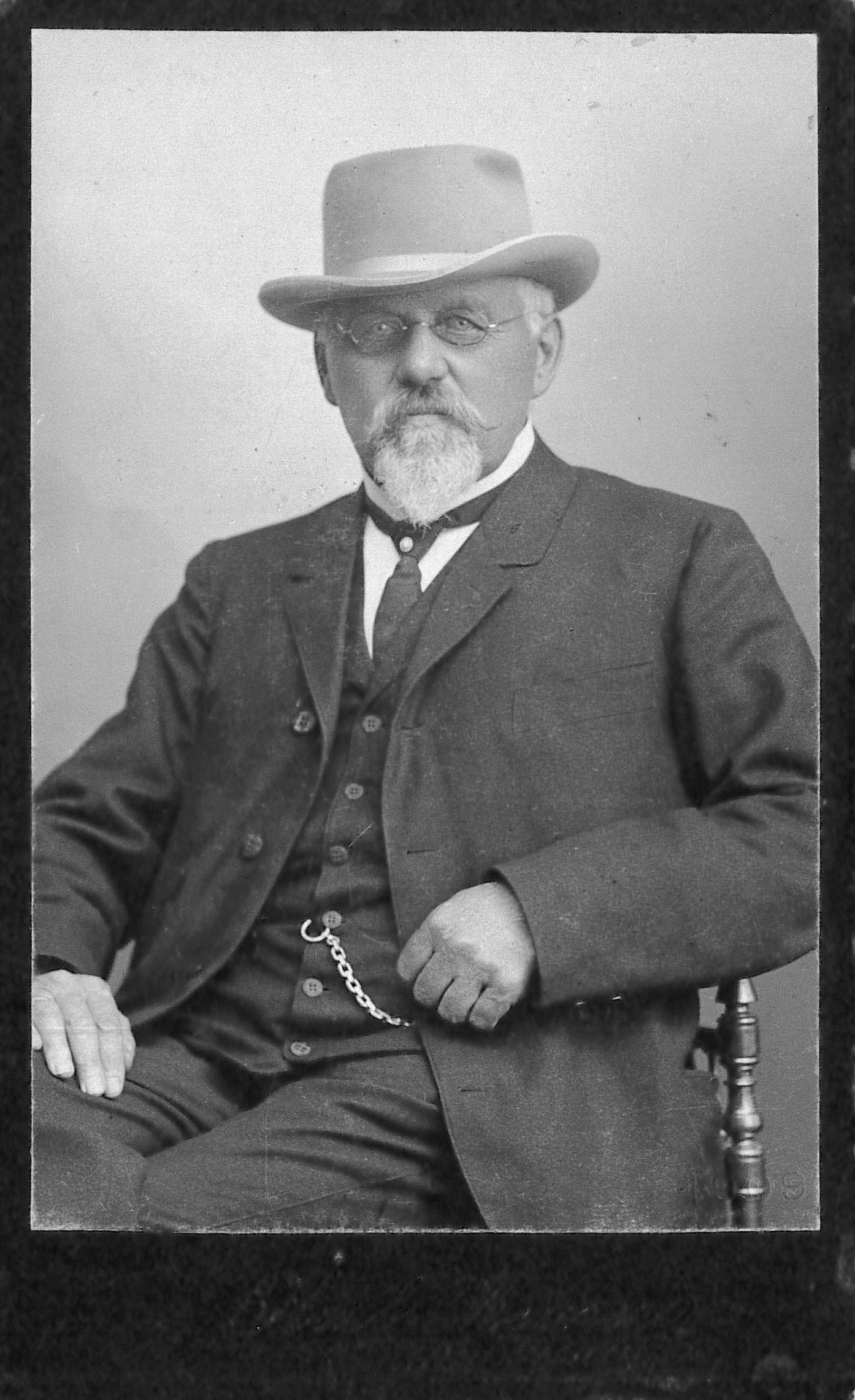
Anton Hoch, Direktor der Zementfabrik in Ehingen, ca. 1890/1900

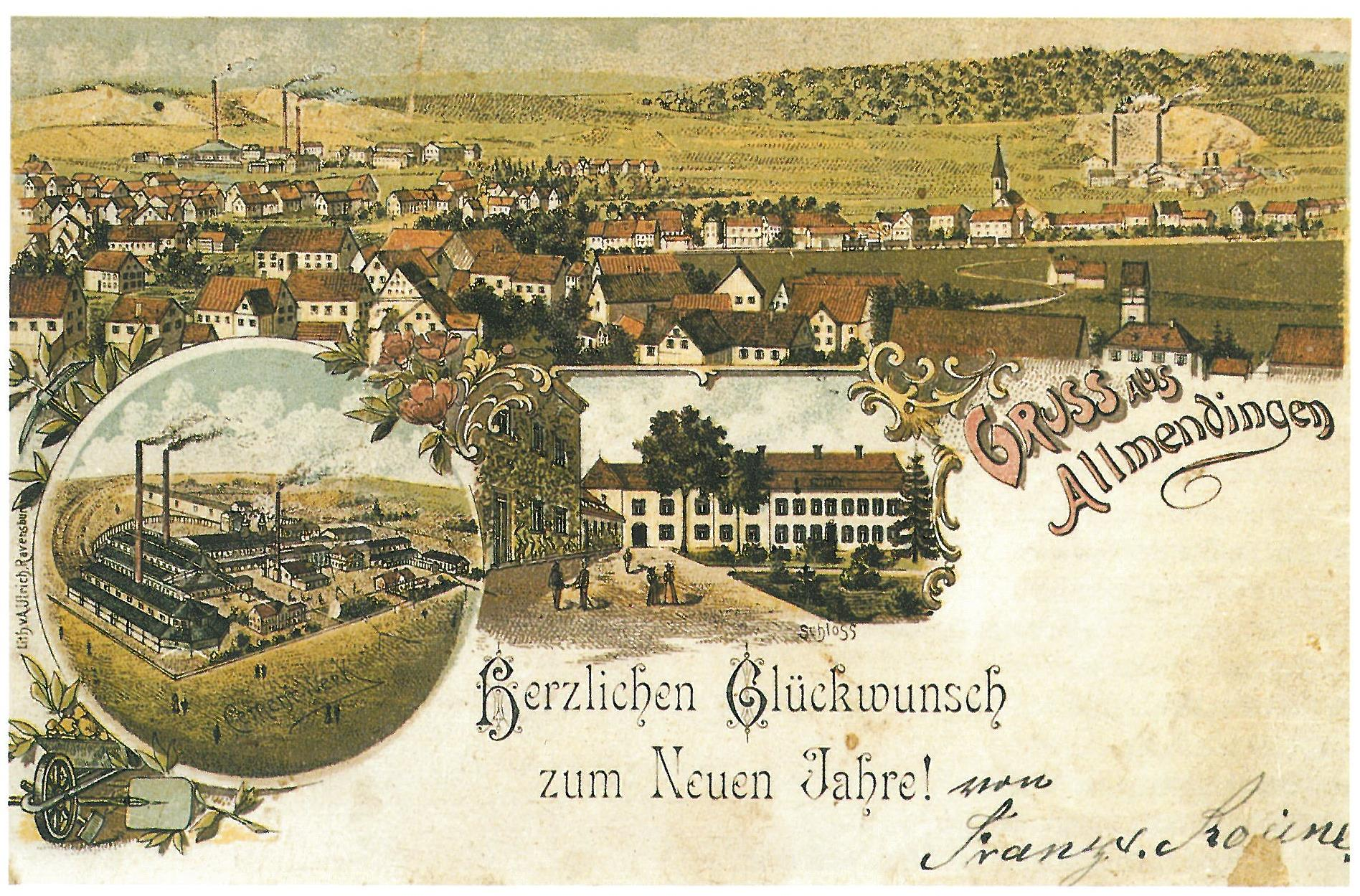
Im Bild rechts die Stuttgarter Zementfabrik und links das Zementwerk von Eduard Schwenk in Allmendingen

Anton Hoch (* 16. Februar 1842 in Reinstetten; † 2. Juni 1919 in Ehingen (Donau)) war ein deutscher Industriemanager. Er war Bauführer, technischer Leiter der Zementfabrik des Stuttgarter Immobilien- und Baugeschäfts in Blaubeuren, später Direktor der Fabriken derselben Firma in Allmendingen und Ehingen.

## Leben
Hoch war der Sohn eines Sattlermeisters in Reinstetten. Er machte eine Lehre als Maurer und Steinhauer und besuchte die Fortbildungsschule. In den 1860er Jahren zog Hoch nach München und arbeitete dort als Bauführer.
Im März 1872 trat Hoch als „Bauführer“ beim Stuttgarter Immobilien und Baugeschäft ein, welches in Blaubeuren eine Romanzementfabrik erbaute. Nach Vollendung des Baus wurde Hoch deren technischer Leiter. Die technische Entwicklung führte aber weg vom Romanzement und hin zum Portlandzement, welcher eine viel höhere Festigkeit hatte. So beschloss die Gesellschaft, die Blaubeurer Fabrik 1875 zu einer Portlandzement umzubauen.
1883 baute die Gesellschaft die größere Portlandzementfabrik in Allmendingen. Hoch übersiedelte mit seiner Familie 1885 nach Allmendingen und wurde Direktor der Fabrik.
1890–1891 wurde auf Drängen der Stadt Ehingen die Zementfabrik in Ehingen errichtet. Die Stuttgarter Baugesellschaft gründete hierzu die Tochtergesellschaft „Oberschwäbische Zementwerke“. Anton Hoch wird deren technischer Leiter; er bezeichnet sich selbst als „Direktor der Zementfabrik in Ehingen“. 1914, nach Ausbruch des Ersten Weltkriegs, wurde die Ehinger Zementfabrik stillgelegt und schließlich 1927 gesprengt.
Hochs Familie übersiedelte ebenfalls nach Ehingen, das zum dauerhaften Wohnsitz wurde. In Ehingen engagierte er sich in den lokalpolitischen Organen: Er war langjähriger Obmann des Bürgerausschusses, einem Gremium, welches neben dem Stadtrat bestand. Hoch war beteiligt an der Errichtung des Elektrizitätswerkes, der Einführung des Telefons und bemühte sich um die Förderung des Eisenbahn- und Autoverkehrs. Daneben wirkte er als Ausschuss- und Vorstandsmitglied des örtlichen Gewerbevereins.
Ende 1913 trat Hoch in den Ruhestand. Zuvor noch überreichte ihm die Stadt Ehingen am 4. Juni 1912 die Ehrenbürgerrechtsurkunde und die Gemeinde Allmendingen schloss sich anlässlich der Pensionierung Hochs mit der Verleihung des Ehrenbürgerrechts an.

## Familie
Hoch heiratete am 22. Oktober 1866 in Erolzheim Margaretha geb. Fink (* Reinstetten 20. November 1841, † Allmendingen 19. Februar 1886). In der Ehe wurden insgesamt 16 Kinder geboren, darunter Leo (* 4. April 1863 in Reinstetten), dessen Tochter Maria (* Allmendingen 22. Januar 1889) am 19. Oktober 1918 den späteren Rennfahrer Otto Merz heiratete. Hoch heiratete ein zweites Mal in Allmendingen am 27. Dezember 1886 Luise geb. Rühle (* Dätzingen 1. Juni 1848, † Ehingen 8. August 1932); in dieser Ehe entstanden nochmals drei Kinder.

## Auszeichnungen
- Ehrenbürger der Stadt Ehingen am 4. Juni 1912.
- Ehrenbürger der Gemeinde Allmendingen am 21. November 1913.

## Bauwerke
- Hoch war am Bau der drei Zementwerke des „Stuttgarter Immobilien und Baugeschäfts“ in Blaubeuren (1872), Allmendingen (1883) und Ehingen (1890–91) in leitender Position beteiligt.

## Schriften
- A. Hoch, Direktor der Zementfabrik in Ehingen (1896), Die oberschwäbische Zementindustrie und deren Entwicklung in den letzten 23 Jahren. In: Verein Deutscher Ingenieure (Hrsg.), Festschrift zur 37. Hauptversammlung des Vereines Deutscher Ingenieure Stuttgart 1906: Vierzigjähriges Bestehen des Vereins. Stuttgart. Druck von A. Bonz’ Erben, S. 59–65.